# Salomo III. von Konstanz

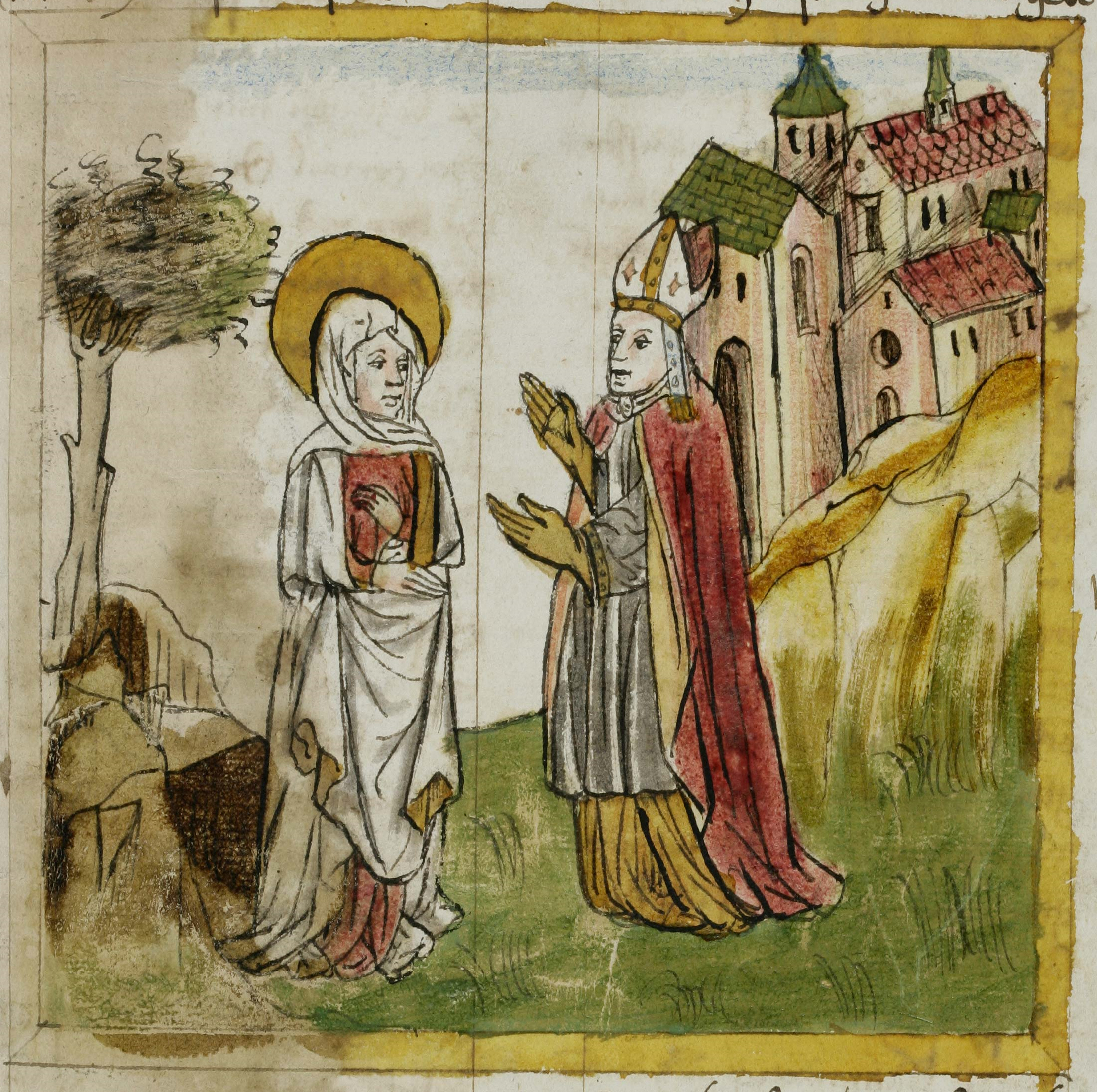
Salomo im Gespräch mit der hl. Wiborada (Miniatur um 1460, Codex sangallensis 602, S. 298)

Salomo III. von Konstanz (* um 860; † 5. Januar 919 oder 920) war Bischof von Konstanz von 890 bis 919/920 und Abt von St. Gallen.
Er war der Großneffe Bischof Salomos I. von Konstanz († 871) und Bruder Waldo von Freisings. Der Schüler Isos und Notkers des Stammlers wurde 890 Bischof von Konstanz und Abt von St. Gallen und spielte neben seinem Gönner und Freund Hatto von Mainz in der Geschichte des ostfränkischen Reichs durch Klugheit und Ehrgeiz eine bedeutende Rolle.
Vor seiner Weihe zum Geistlichen im Jahr 885 und seinem Eintritt als Mönch in St. Gallen 887 hatte Salomon mit einer Frau namens Uta oder Hildegard eine Tochter, die später einen Mann namens Notker aus dem Thurgau heiratete. Nicht ohne Zutun Salomons wurde die Mutter später ab ca. 895/900 Äbtissin des Fraumünsterklosters in Zürich.
890 hatte er ein wichtiges Formelbuch (Mustersammlung von Urkundenformeln und Briefen) fertiggestellt. Auch gibt es von ihm zwei poetische Episteln an den Bischof Dado von Verdun über den Tod seines Bruders und das Unglück des Vaterlands.
895 nahm er an der Synode von Trebur teil. Er war seit 909 Kanzler für Ludwig das Kind und dessen Nachfolger Konrad I. Namentlich auf Konrad I. hatte er großen Einfluss. Mit dem adeligen Geschlecht der Hunfridinger kam es zu einem erbitterten Machtkampf und Salomo konnte 911 die Hinrichtung der Brüder Adalbert und Burchard wegen Hochverrat durchsetzen. Salomo starb im Januar 919 oder 920.